# 三宝院

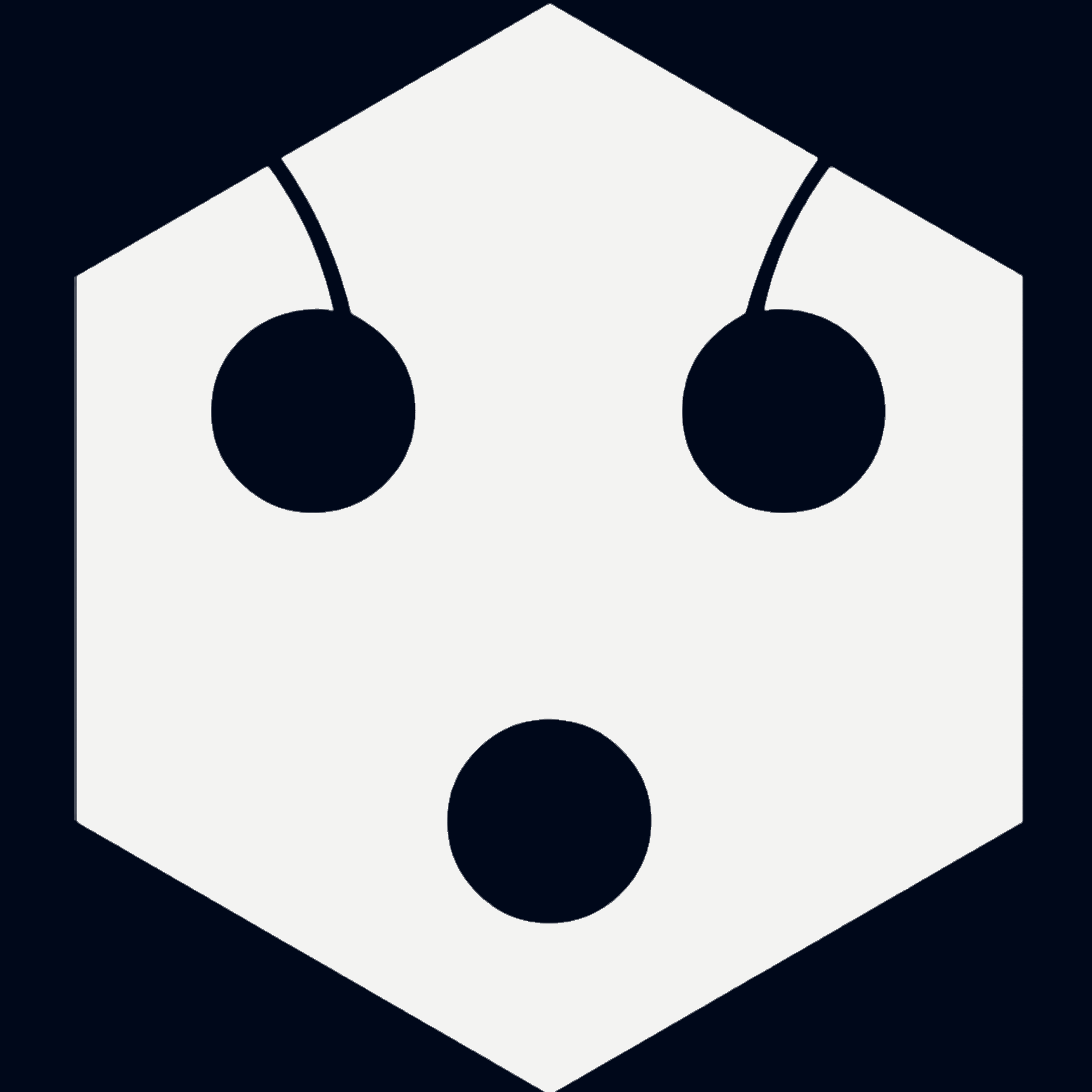
三宝院の寺紋

三宝院（さんぼういん）は、京都市伏見区醍醐にある真言宗醍醐派の大本山の寺院。門跡寺院で、総本山醍醐寺の塔頭であり、本坊的な存在。本尊は弥勒菩薩。また、かつては真言宗系の修験道当山派を統括する本山であった（現在は修験道当山派なる宗教法人はない）。三宝院門跡は醍醐寺座主を兼ね、真言宗醍醐派管長の猊座にある。

## 歴史
永久3年（1115年）、左大臣・源俊房の子で醍醐寺14代座主勝覚が灌頂院（かんじょういん）として開いた。改名後の三宝院という名は、勝覚が定賢・義範・範俊という三人の師（三流）から「法」（本尊・聖教・重宝）を伝えられた由緒によるという説がある。康治2年（1143年）には鳥羽上皇の御願寺となっている。勝覚が村上源氏の出身であったことから、初期には代々源氏の寺院とみなされていた。　
鎌倉時代から南北朝時代にかけて、成賢（7世）・憲深（11世）・定済（13世）・賢俊（21世）と高僧を輩出し、足利尊氏から厚く保護された。
成賢は朝廷や鎌倉幕府の信任が厚く多くの弟子を育成したが、亡くなった後に弟子の道教が三宝院、同じく弟子の憲深が極楽房（後の報恩院）を継承した。ところが、道教が急死したことから、朝廷では三宝院の再建のために憲深を三宝院門跡に任じた。このため、憲深と亡くなった道教の弟子が対立した。だが、火災によって三宝院は焼失してしまい、三宝院を再建したのは憲深の弟子の定済であった。だが、憲深の他の弟子達もこれに反発したために、三宝院の後継を巡る争いが続いたが、定済の流れを汲む賢俊が足利尊氏の庇護を背景に三宝院のみならず報恩院・理性院・金剛王院も支配下に置いて他派を圧倒した。
賢俊の没後、三宝院の急激な台頭に対する醍醐寺内部を含む内外の反発の動きを受けて光済（22世）が配流されるなどの苦難を受けるが、応安7年/文中3年（1374年）になって足利義満が光助（23世）を室町幕府の祈祷を行う武家護持僧の管領役に任じたことから幕府の中でも特別な扱いを受けた。反面、これが室町幕府による三宝院人事への介入の名目となり、定忠（24世）は足利義満の不興を買って醍醐寺を追放されて三宝院門跡が一時空席となっている。満済（25世）は「黒衣の宰相」とも呼ばれ、応永3年（1396年）に足利義満の猶子となって醍醐寺座主に任じられ、続いて准三后となり、後には足利義教の将軍擁立にも活躍するなどした。以後、歴代院主が醍醐寺座主を兼ねる慣例が成立する。また、古くから醍醐寺は真言宗系の修験の中心であったが、この頃から三宝院が真言宗系の修験者・山伏の取締にあたるようになる。また、貴種出身の門跡で諸事情によって先に門跡の継承が決定した者であっても、伝法灌頂に必要な四度加行（十八道法・金剛界法・胎蔵界法・護摩法）を全て完成させなければ、伝法灌頂を受けて正式な門跡にはなれないという原則が厳守されていたことも三宝院が重んじられた一因になったと考えられている。
満済以降はより武家との関係が深くなり、三宝院門跡は将軍御所に近い法身院を居院として継承するようになった。しかし、応仁の乱で三宝院は焼失し廃寺同然となった。応仁の乱当時の院主義賢（26世）は足利満詮の実子であった。また、足利義稙の将軍復帰時には足利義澄に近い門跡持厳は京都を脱出し、代わりに義稙の猶子であった義堯（九条政基の子）が門跡になっている。安土桃山時代に醍醐寺金剛輪院の院主であった義演は豊臣秀吉の信頼が厚かったため、同院を中心に有名な「醍醐の花見」が開かれた。義演は准三后となり、秀吉の許可を得て三宝院32世を名乗り、金剛輪院を三宝院と改称して三宝院を再興した。桜で有名な醍醐寺三宝院庭園はその時期に秀吉によって整備されたものである。義演は徳川家康からも信任を受け、江戸時代初期の天台宗系修験道である本山派本山の聖護院との相論では江戸幕府の支援を受けて、慶長18年（1613年）に修験道法度が制定された。
1871年（明治4年）、廃仏毀釈の影響で門跡号を差し止められるが、14年後に復称する。現在では、真言宗醍醐派総本山として宗務庁、醍醐寺の寺務所が三宝院内に設置され、醍醐派管長・醍醐寺座主・三宝院門跡の三職兼務が定められている。
2023年（令和5年）12月に第104世壁瀬宥雅が就いている。

## 境内

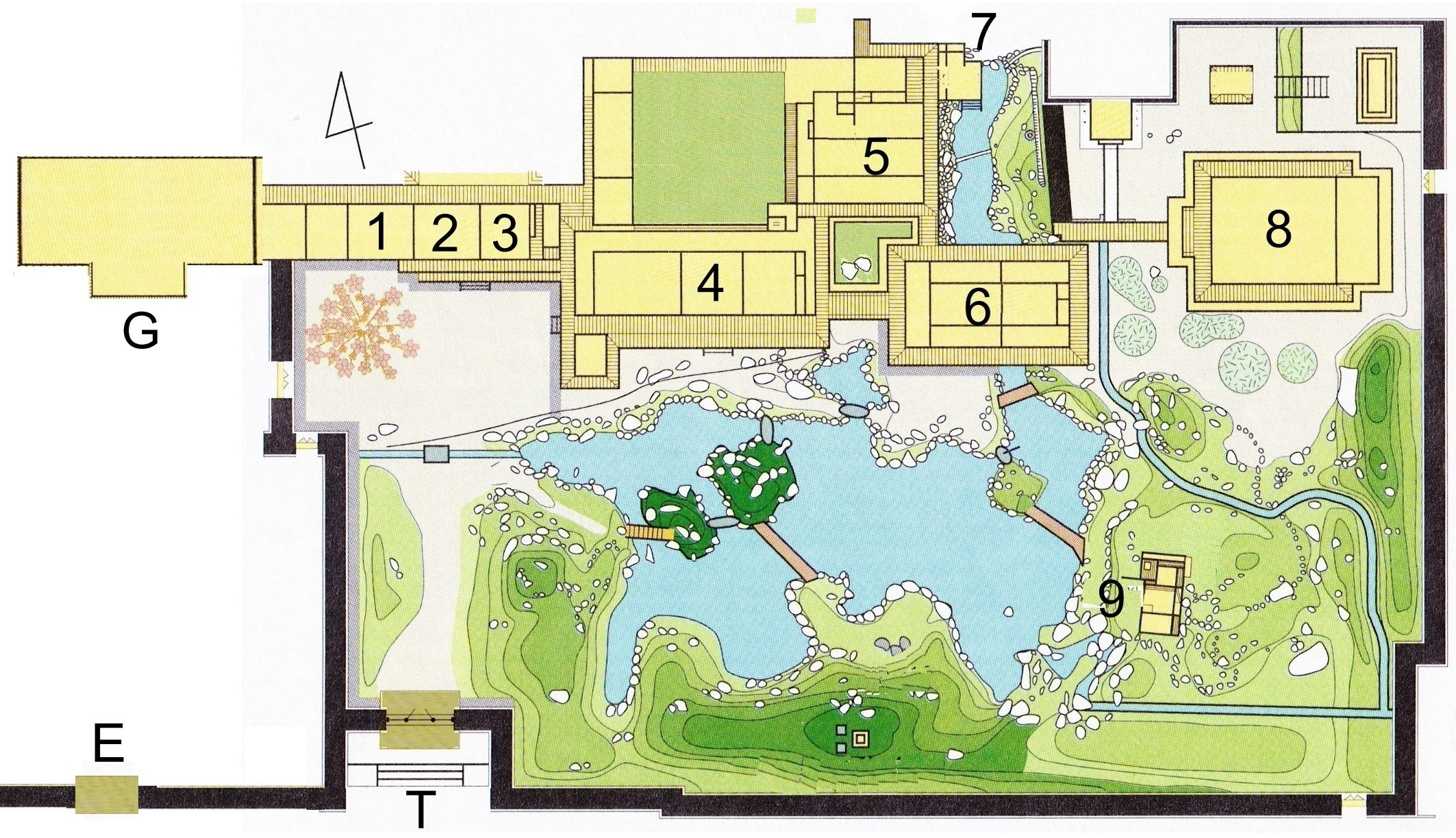
三宝院境内図 1.葵の間、2.秋草の間、3.勅使の間、4.表書院、5.奥宸殿、6.純浄観、7.松月亭、8.本堂、9.枕流亭、E.入口、T.唐門、G.玄関

- 本堂（弥勒堂、重要文化財） - 護摩堂とも呼ばれる。快慶作の本尊・弥勒菩薩像を安置する。
- 庭園「酒づくしの庭」 - 苔庭。
- 純浄観（重要文化財） - 豊臣秀吉が醍醐の花見の際に、槍山で花見をした時の建物を移築したもの。襖絵は浜田泰介画伯によるもの。
- 奥宸殿（重要文化財） - 江戸時代初期の建立。上座の間にある棚は「醍醐棚」と呼ばれる違い棚である。修学院離宮の「霞棚」、桂離宮の「桂棚」とともに「天下の三大名棚」と称されている。
- 茶室「松月亭」 - 江戸時代末期の建立。
- 庫裏（重要文化財）
- 醍醐寺寺務所
- 表書院（国宝） - 醍醐の花見の際に奈良から移されてきた能の楽屋を現在地に移転し、中門を付加するなどして整えたもの。寝殿造の様式を伝える。上段の間・中段の間は、長谷川等伯一派の作で、下段の間は別名「揚舞台の間」とも呼ばれ、畳をあげると能舞台になる。襖絵は石田幽汀の作。
- 勅使の間（重要文化財） - 襖絵は長谷川等伯一派によるもの。
- 秋草の間（重要文化財）
- 葵の間（重要文化財）
- 大玄関（重要文化財）
- 三宝院庭園（国指定特別名勝・特別史跡） - 池泉回遊式庭園。慶長3年（1598年）に豊臣秀吉が醍醐の花見に際して自ら基本設計をして作庭したものと伝え、築造には賢庭の名も伝えられている。
- 三段の滝
- 賀茂の三石 - 向かって左の石は賀茂川の「流れの速いさま」を、中の石は「川の淀んだ状態」を、右の石は「川の水が割れて砕け散る様子」を表している。
- 茶室「枕流亭」
- 藤戸石 - 阿弥陀三尊を表している。聚楽第から運ばれた由緒のあるもので天下の名石として名高い。
- 豊国大明神 - 祭神：豊臣秀吉。庭の背後にある社。
- 唐門（国宝） - 勅使門。平唐門、檜皮葺、黒漆塗り。正面扉に金箔の桐紋、その脇に菊紋を張り付けるいかにも桃山時代らしい豪壮な門。2011年（平成23年）に行われた解体修理の結果、遺された墨書などから本来三宝院のために造られたものではなく、他の場所に建立する予定のものが何らかの事情によりここに建立されたと推測される。北政所の寄進で前田玄以の奉行により建立されたとの伝承もある。かつては漆塗りが剥落劣化していたが、2011年（平成23年）の修理時に黒漆塗が施されて、印象は一新された。
- 表門
- 宝篋印塔（重要文化財） - 醍醐寺南総門南方400メートルほどの山側の三宝院墓地内に立つ。壇上積みの上にさらに二重の壇を積み、蓮座と請座を設けた上に立つ。請座の側面には走獅子と牡丹の文様を彫る。南北朝時代の宝篋印塔だが、その荘厳さと装飾性において比類を見ない。

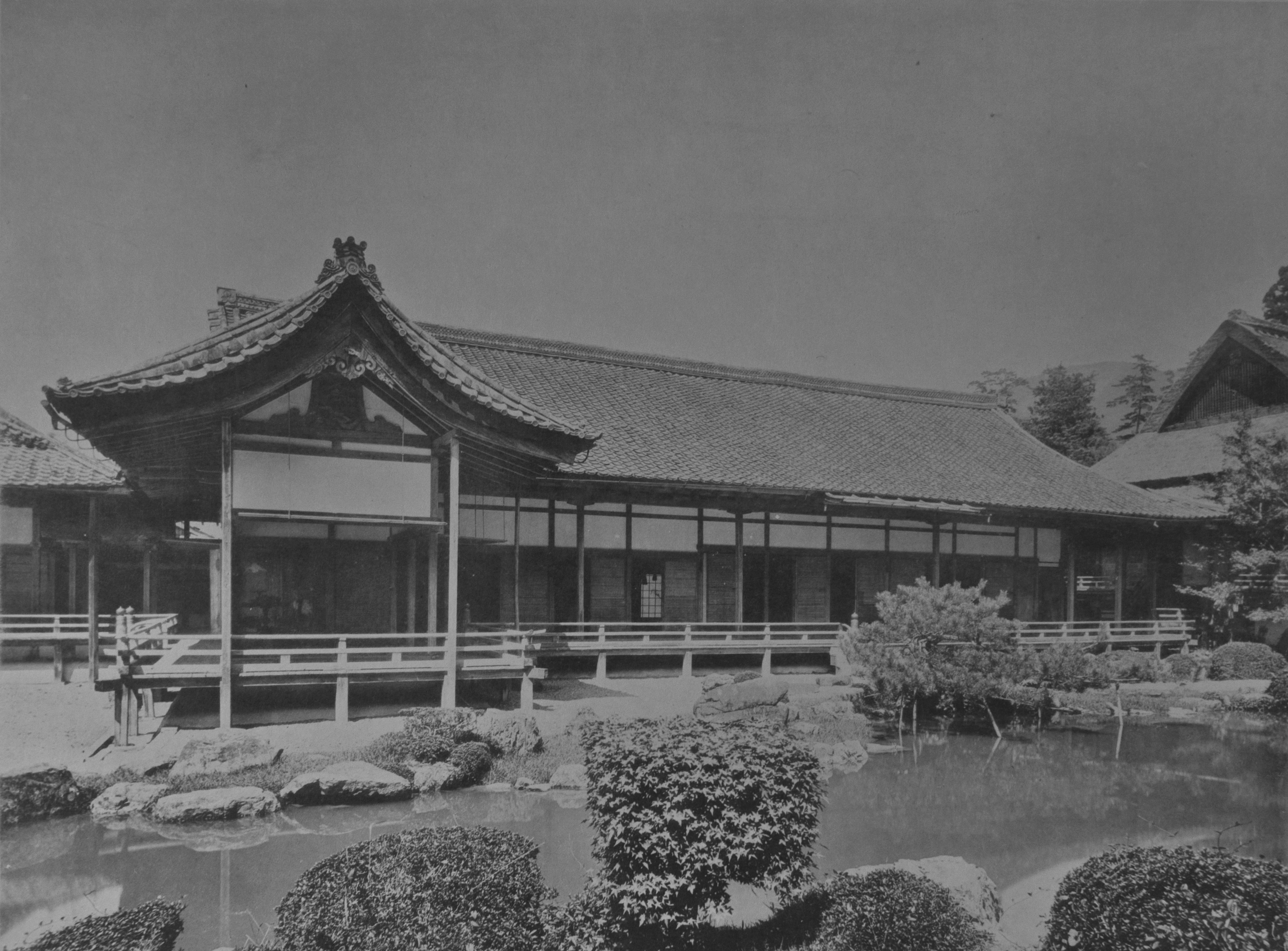
表書院（国宝）
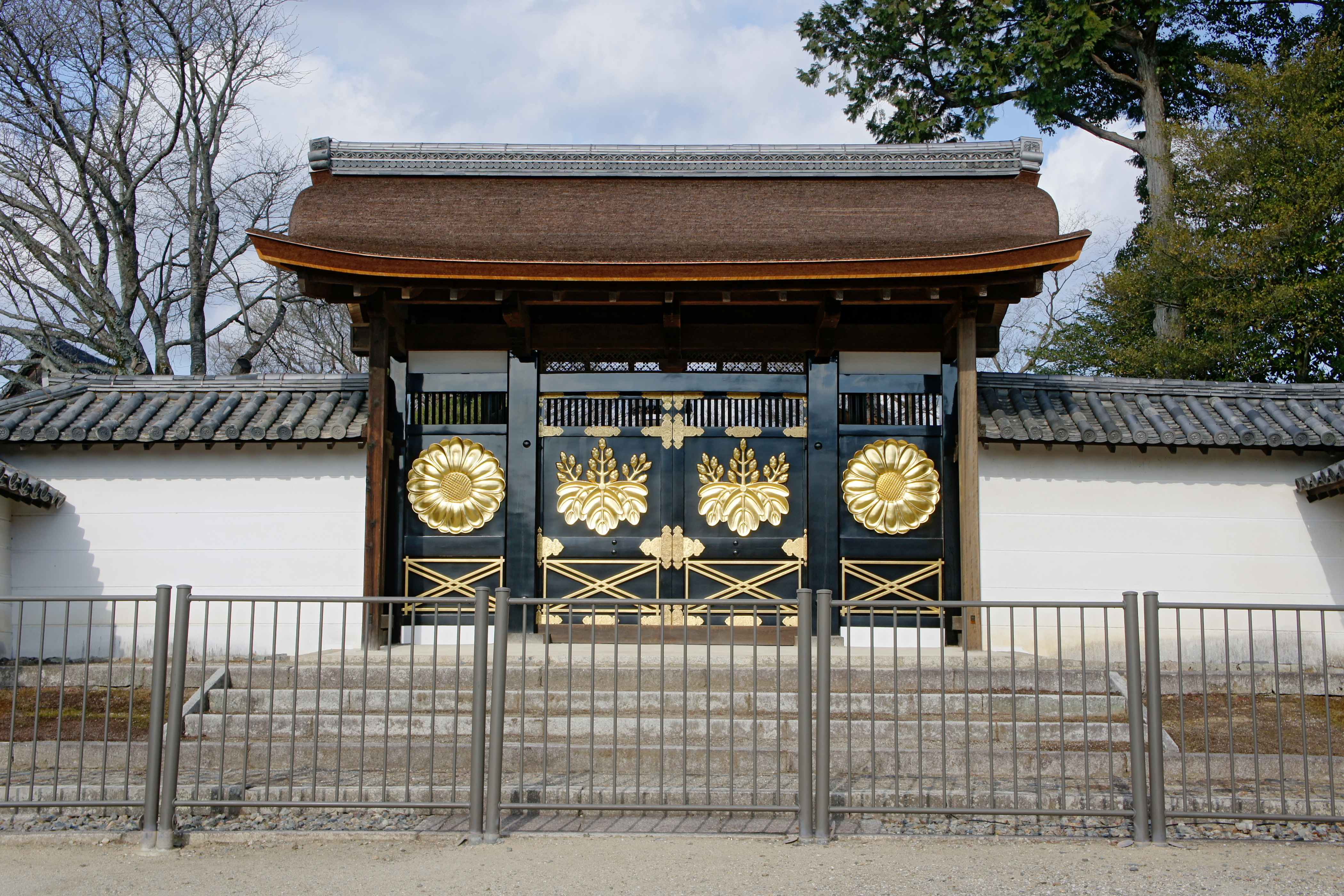
唐門（国宝）
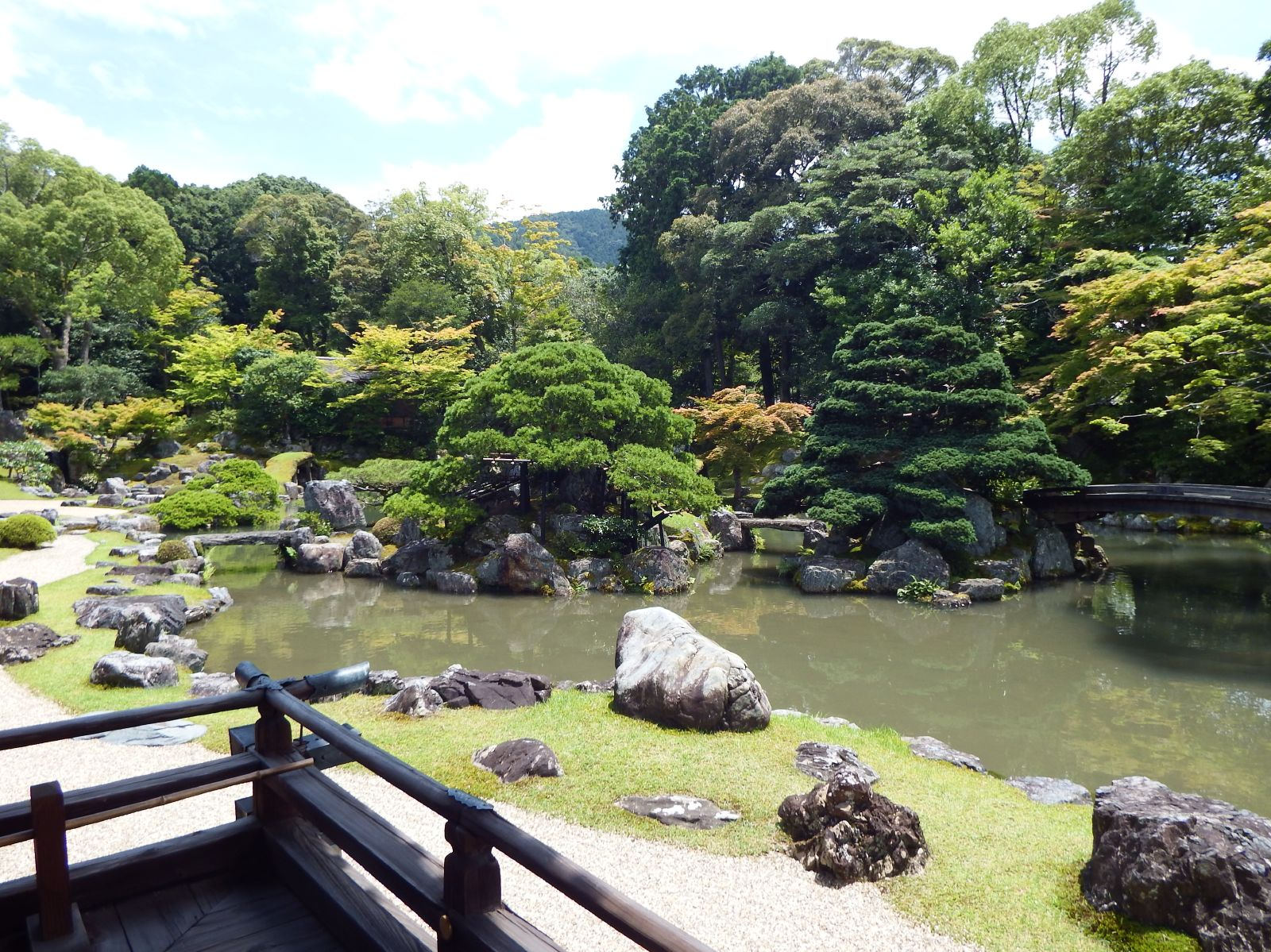
庭園左手
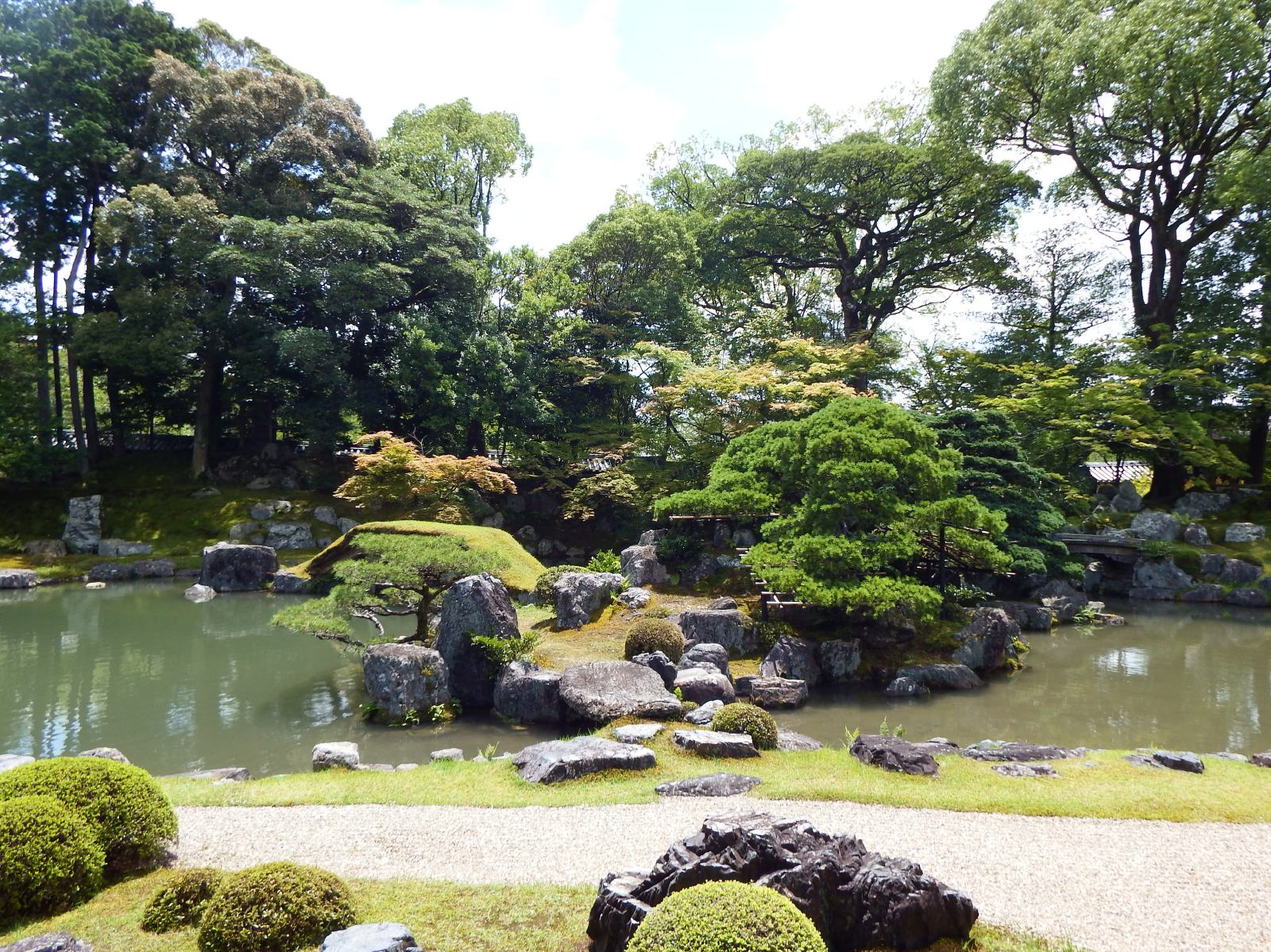
庭園中央
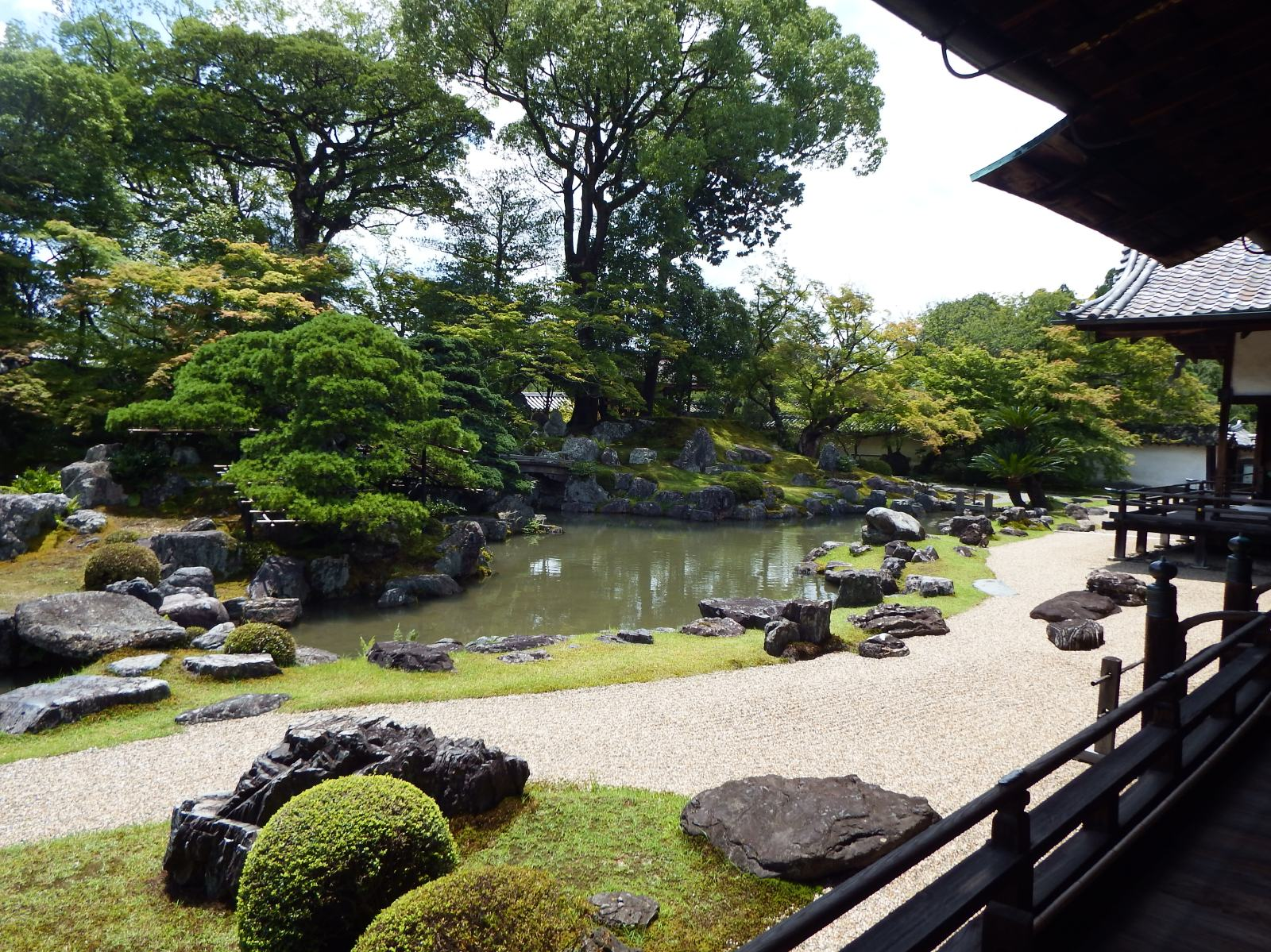
庭園右手

## 文化財

### 国宝
- 表書院
- 唐門

### 重要文化財
- 三宝院殿堂 6棟
  - 玄関
  - 勅使の間・秋草の間・葵の間
  - 庫裏
  - 宸殿（奥宸殿）
  - 純浄観
  - 護摩堂（本堂）
- 宝篋印塔
- 三宝院障壁画 72面 - 長谷川等伯一派と石田幽汀の作。
  - 表書院障壁画 40面
    - 紙本著色松柳図 床貼付3（上段の間）
    - 紙本著色柳草花図 違棚壁貼付6、襖貼付4、戸襖貼付6（上段の間）
    - 紙本著色果子図 違棚天袋貼付2（上段の間）
    - 紙本著色四季山水図 襖貼付8、戸襖貼付11（中段の間）

  - 勅使間秋草間障壁画 32面
    - 紙本著色竹林花鳥図 襖貼付4、戸襖貼付4（勅使の間）
    - 紙本著色秋草図 障子腰貼付6（勅使の間）
    - 紙本著色秋草図 襖貼付8、戸襖貼付6、障子腰貼付4（秋草の間）

### 国指定特別名勝・特別史跡
- 醍醐寺三宝院庭園